# Večernička
Večernička (Malcolmia) je rod drobných rostlin z čeledi brukvovitých. Je tvořen asi 35 druhy z nichž čtyři neofyty se nepravidelně objevují v přírodě České republiky.
Většina druhů je nenáročná a vyrůstá na neúrodných půdách kde nemá konkurenci statnějších rostlin. Vyskytuje se převážně na nezapojených kamenitých, písčitých, i částečně zasolených nebo čerstvě disturbovaných místech. Pochází z jihoevropské a západoasijské oblasti okolo Středozemního moře. Mimo míst původu roste dále v severní Africe a v mírném i subtropickém pásu Asie. Zavlečena byla i do Nového světa.

## Popis
Večernička je variabilní rod, její jednotlivé druhy jsou jednoleté, dvouleté nebo i vytrvalé s dřevnatým kořenem. Rostliny jsou lysé nebo porostlé plstnatými jednoduchými neb rozvětvenými chlupy. Rozvětvené lodyhy, dlouhé 15 až 40 cm, bývají poléhavé, vystoupavé nebo i vzpřímené. Přízemní i lodyžní listy jsou řapíkaté nebo přisedlé, jejich čepele bývají vejčité, obvejčité nebo podlouhlé, celokrajné, různě zubaté a zřídka i laločnaté.
Voňavé, oboupohlavné, čtyřčetné květy na stopkách a bez listenů vyrůstají v malokvětých hroznech. Vytrvalý nebo opadavý kalich je tvořen čtyřmi vzpřímenými podlouhlými lístky s uťatou nebo vakovitě vydutou bázi. Čtyři obvejčité korunní lístky s dlouhým nehtem, které jsou delší než kališní, mívají barvu růžovou, purpurově červenou až tmavofialovou nebo jsou bílé. Šest čtyřmocných tyčinek nese žluté prašníky, po vnější straně dvou kratších tyčinek jsou nektaria. Spodní semeník má kratičkou čnělku s kuželovitou nebo šídlovitou bliznou. Květy opyluje hmyz.
Plody uspořádané v řídkém prodlouženém souplodí jsou pukavé, válcovité nebo čtyřhranné šešule. Hnědá, elipsoidní až válcovitá semena jsou uložená v pouzdrech v jedné řadě.

## Význam
Rostlina bývá občas pro své pěkné květy a nenáročnost na pěstování vysazována do okrasných zahrad. Její dobře klíčící semena jsou větrem zanášena i mimo vymezený prostor a večernička se nečekaně objevuje na nových místech ve volné přírodě.